# League1 Ontario
League1 Ontario (ou L1O) é uma liga de futebol semi-profissional disputada por times de Ontário, no Canadá. Dentro do Sistema de ligas de futebol do Canadá, a liga é equivalente a terceira divisão, abaixo da Major League Soccer (MLS), da Canadian Premier League (CPL) e igualmente equivalente a Première Ligue de soccer du Québec (PLSQ).

## História
Fundado em 15 de novembro de 2013, a League1 Ontario é a principal liga semi-profissional do Canadá, ao lado da Première Ligue de soccer du Québec. Em 2018, tanto a League1 Ontario quanto a PLSQ passaram a ganhar vaga no Campeonato Canadense de Futebol, na qual o campeão ganha vaga na Liga dos Campeões da CONCACAF. O primeiro clube da competição a disputar o Campeonato Canadense de Futebol foi o Oakville Blue Devils.